# 上野インターチェンジ
上野インターチェンジ（うえのインターチェンジ）は、三重県伊賀市にある名阪国道のインターチェンジである。
伊賀市の旧上野市街地および名張市への最寄ICの一つでもある。伊賀市街への最寄ICが複数あるのは、名阪国道の中瀬ICから上野ICまでが市街の南東部を弧を描くように取り囲む形のルートを取るためである。

## 道路
- E25 名阪国道（16番）

## 接続する道路
- 国道368号

## 周辺
- 三重県警察高速隊上野分駐所

## バス路線
付近に停留所が2つあるため、まとめて解説する。

### 上野インター
上野ICの南側に位置する。
- 三重交通 上野名張線：岡波総合病院・名張駅西口 方面、上野市駅・伊賀上野駅 方面

### 守田町
上野ICの北側に位置する。
- 三重交通 上野名張線：岡波総合病院・名張駅西口 方面、上野市駅・伊賀上野駅 方面

- にんまる 外回り循環：上野市駅前 方面、伊賀市役所 方面

## 隣
E25 名阪国道
(15) 上野東IC - (16) 上野IC - (17) 大内IC/BS